# Maria Jesús Sequera i Garcia
Maria Jesús Sequera i Garcia (Albinyana, 5 de setembre de 1968) és una política catalana, senadora per Tarragona en la X legislatura.
Des de 1996 treballà a l'Ajuntament d'Albinyana fins a 2003 i des de llavors a l'Ajuntament de Santa Oliva. Militant del PSC-PSOE, fou escollida regidora a l'ajuntament d'Albinyana a les eleccions municipals espanyoles de 2003, 2007, 2011 i 2015. També ha estat membre del Consell Comarcal del Baix Penedès a les legislatures 2003 - 2007, 2007 - 2011 i 2015 - 2019.
Fou escollida senadora per Tarragona dins la coalició Entesa pel Progrés de Catalunya (PSC-ICV-EUiA) a les eleccions generals espanyoles de 2011. Fou portaveu de les Comissions d'Educació i Esport, d'Entitats Locals i de Suplicatoris.